# Paweł Owłóczyński
Paweł Owłóczyński herbu Suchekomnaty (ur. 1600, zm. 1649) – duchowny greckokatolicki, członek szlacheckiego rodu Owłóczyńskich.

## Życiorys
Członek zakonu bazylianów. Studiował filozofię w kolegium jezuitów w Braniewie (studia rozpoczął 24 sierpnia 1620), następnie (w latach 1627–1628) teologię w kolegium jezuitów w Wilnie. W 1637 pełnił funkcję archimandryty kobryńskiego (tak podpisany w liście do prefekta Kongregacji Rozkrzewiania Wiary). W tym samym roku mianowany tytularnym biskupem samborskim i koadiutorem przemyskim. Nie dożył objęcia funkcji ordynariusza.